# Hammurabi III
Hammurabi III va ser rei de Iamkhad en un període comprès entre el 1625 aC i el 1600 aC aproximadament. Va succeir en el tron a Yarim-Lim III, que potser era el seu pare.
Hi ha confusió sobre la seva identitat amb Hammurabi II. Es creia que aquest Hammurabi era el mateix que Hammurabi II mencionat a les tauletes d'Alalakh, però se sap que Yarim-Lim III era rei de Iamkhad quan el rei hitita Hattusilis I va destruir Alalakh. Hammurabi III va ser rei a Alep, la capital de Iamkhad, després de la destrucció de la ciutat d'Alalakh. Les fonts trobades que parlen d'Alep i de Iamkhad són fonamentalment les tauletes trobades a Alalakh, i després de la conquesta i destrucció de la ciutat no es té gaire informació sobre aquell regne.
Hammurabi III es menciona als Annals dels sis anys d'Hattusilis I on es diu que era fill del rei Yarim-Lim d'Alep. Hattusilis va emprendre al menys dues campanyes contra Alep quan Yarim-Lim III era rei. Yarim-Lim va rebutjar els atacs del rei hitita, que finalment va ser ferit i va morir. El seu successor Mursilis I va atacar Alep "per venjar la sang del seu pare", segons diu un text hitita. Va destruir la ciutat i va acabar amb el regne de Iamkhad, portant a Hattusa gran quantitat de botí i de presoners. Iamkhad es va disgregar en petits territoris.